# Luchau
Luchau, ein im 15. Jahrhundert entstandenes Dorf, ist seit 2004  ein Ortsteil der sächsischen Stadt Glashütte im Landkreis Sächsische Schweiz-Osterzgebirge.

## Geografie

### Lage
Luchau befindet sich etwa vier Kilometer nordwestlich von Glashütte im Osterzgebirge. Der Ort liegt an der Straße nach Dippoldiswalde und am Fuß des Luchberges, der eine weithin sichtbare Landmarke darstellt. In Luchau sind Überreste einer mittelalterlichen Wasserburg zu sehen.

### Nachbarorte
| Niederfrauendorf | Reinhardtsgrimma                            | Cunnersdorf |
| Oberfrauendorf   | Kompassrose, die auf Nachbargemeinden zeigt |             |
|                  | Johnsbach                                   | Glashütte   |

## Geschichte

### Von den Anfängen bis ins 21. Jahrhundert
In einer Urkunde aus dem Jahr 1390 wird Luchau als Lochow in der Pflege zu Friberg erstmals erwähnt. Als Namensgeber soll eine Familie von Lochow gedient haben. Die Wasserburg in der Nähe haben Historiker auf das 12. Jahrhundert datiert. Im Jahr 1403 war das Waldhufendorf Luchau zum „Districtus Dohna“ gehörig, ab 1548 zum Amt Pirna und 1590 zum Amt Dippoldiswalde.
Bereits im Jahr 1500 sind ein Brauhaus, ein Erbgericht und ein Gasthof nachgewiesen. 1566 zählte die Ansiedlung 230 Einwohner, mehr als 1000 wurden es nie. Wie bei anderen Dörfern auch wechselten im Lauf der Jahrhunderte mehrfach die Herrschaften und Verwaltungen, so gehörte Luchau von 1856 bis 1875 zum Gerichtsamt Dippoldiswalde, danach zur Amtshauptmannschaft Dippoldiswalde.
Der Hausberg des Ortes besaß zwischen 1881 und 1972 einen vom Erzgebirgszweigverein gestifteten Aussichtsturm. Der Berg selbst wurde zwischen 1880 und 1902 in Teilen abgebaut, das Gestein diente als Baumaterial. Wegen einiger Zinnvorkommen versuchten Bergleute, das entsprechende Erz abzubauen. Das lohnte sich jedoch nicht, so dass der Bergbau schnell wieder aufgegeben wurde.
1900 betrug die Fläche der Gemarkung 819 Hektar. Die Bevölkerung teilte sich 1925 in 320 evangelisch-lutherische und 13 Katholiken auf. Der Ort war nach Glashütte gepfarrt.
Nach dem Zweiten Weltkrieg nennt die Chronik bis zu 800 Personen, von denen viele Vertriebene aus den ehemaligen deutschen Ostgebieten waren.
1952 nach der Gründung der DDR und der Bildung von Bezirken und Kreisen wurde Luchau als eigenständige Gemeinde Teil des Kreises Dippoldiswalde. Dieser bestand bis nach der Wende, als der Freistaat Sachsen wieder gegründet wurde. Im Jahr 1994 kam Luchau zum Weißeritzkreis, wurde aber im selben Jahr nach einer Bürgerabstimmung zusammen mit Johnsbach als erste Ortsteile nach Glashütte eingemeindet. Eine neue Verwaltungsreform sorgte dafür, dass Luchau im August 2008 Teil des aus Landkreis Sächsische Schweiz und Weißeritzkreis gebildeten Landkreises Sächsische Schweiz-Osterzgebirge wurde.

### Entwicklung der Einwohnerzahl
| Jahr | Einwohnerzahl                              |
| ---- | ------------------------------------------ |
| 1551 | 024 besessene Mann, 030 Inwohner           |
| 1566 | 230                                        |
| 1764 | 024 besessene Mann, 004 Gärtner, 6 Häusler |
| 1834 | 291                                        |
| 1871 | 312                                        |

| Jahr | Einwohnerzahl |
| ---- | ------------- |
| 1890 | 319           |
| 1910 | 310           |
| 1925 | 334           |
| 1939 | 316           |

| Jahr | Einwohnerzahl |
| ---- | ------------- |
| 1946 | 469 (~700)    |
| 1950 | 475           |
| 1964 | 390           |
| 1990 | 314           |

## Wirtschaft
Außer Landwirtschaft für den Eigenbedarf hat sich in Luchau kein nennenswertes Gewerbe oder Industrie entwickelt. Erst im 21. Jahrhundert setzt die Verwaltung von Glashütte auf den Ausbau des Tourismus, wozu vor allem die Freizeitreiterei beitragen soll.

## Bauwerke und Sehenswürdigkeiten
- Kriegerdenkmal in der Ortsmitte